# Amazonka niebieskoskrzydła
Amazonka niebieskoskrzydła (Amazona vittata) – gatunek średniej wielkości ptaka z rodziny papugowatych (Psittacidae), podrodziny papug neotropikalnych (Arinae). Jedyny gatunek papugi endemiczny dla Portoryko. Mierzy 28–30 cm długości, upierzenie głównie zielone, z czerwonym czołem i białymi obrączkami wokół oczu. Opisano dwa podgatunki, jednak dyskusyjna jest odrębność podgatunku A. v. gracilipes z Culebra, wymarłego od 1912. Przypuszczalnie najbliższe pokrewne A. vittata gatunki to amazonka kubańska (A. leucocephala) oraz amazonka czarnoucha (A. ventralis).
Amazonka niebieskoskrzydła osiąga dojrzałość płciową między 3. a 4. rokiem życia. Wyprowadza lęg raz w roku, gniazduje w dziuplach. Samica po złożeniu jaj pozostaje w gnieździe, nie opuszczając go. Młode są karmione przez oba ptaki z pary, opierzają się w pełni po 60–65 dniach. Dieta tych papug jest zróżnicowana, obejmuje kwiaty, owoce, liście, korę oraz nektar; pożywienia szukają w piętrze koron.
Jest to jedyny pozostały rdzenny gatunek papugi na Portoryko, uznawany za krytycznie zagrożony zagrożony od 1994. Niegdyś szeroko rozprzestrzeniony i liczny, począł zmniejszać swą liczebność w XIX i na początku XX wieku wskutek niszczenia jego środowiska; amazonki niebieskoskrzydłe zniknęły z wysp Vieques i Mona, i prawie wyginęły na Portoryko. W 1968 podjęto działania mające uchronić te papugi od wymarcia. W 2012 całkowitą liczebność populacji na wolności oszacowano na 58–80 osobników, a w niewoli było ich około 300.

## Taksonomia i ewolucja
Po raz pierwszy gatunek opisał holenderski zoolog Pieter Boddaert w 1783. Wzmianka o nim ukazała się w Table des planches enluminéez d’histoire naturelle de M. D’Aubenton, gdzie ptak został wspomniany pod nazwą Psittacus vittatus. Obecnie (2020) Międzynarodowy Komitet Ornitologiczny (IOC) umieszcza ptaka w rodzaju Amazona. Holotyp pochodził z Portoryko. Rdzenni mieszkańcy Portoryko, Tainowie, nazywali amazonkę niebieskoskrzydłą iguaca, co jest onomatopeją i nawiązuje do głosu, jaki te papugi wydają z siebie w locie.
IOC wyróżnia dwa podgatunki:
- A. v. vittata – podgatunek nominatywny, jedyny niewymarły; osobniki tego podgatunku zasiedlają Portoryko, dawniej również pobliskie wyspy Vieques and Mona[9].
- A. v. gracilipes – reprezentanci tego wymarłego już podgatunku zamieszkiwali wyspę Culebra. Nie jest jasne, czy różnili się znacząco od ptaków podgatunku nominatywnego. Holotyp został odłowiony 11 lutego 1899 przez A. B. Bakera[10].

### Ewolucja
Filogenetyka amazonek (Amazona) zasiedlających Wielkie Antyle (Russello & Amato, 2004):
|  | A. ventralis                                                   |
|  |                                                                |
|  | \| \| A. leucocephala \| \| \| \| \| \| A. vittata \| \| \| \| |
|  |                                                                |
|  | A. leucocephala                                                |
|  |                                                                |
|  | A. vittata                                                     |
|  |                                                                |

|  | A. leucocephala |
|  |                 |
|  | A. vittata      |
|  |                 |

|  | A. ventralis                                                   |
|  |                                                                |
|  | \| \| A. leucocephala \| \| \| \| \| \| A. vittata \| \| \| \| |
|  |                                                                |
|  | A. leucocephala                                                |
|  |                                                                |
|  | A. vittata                                                     |
|  |                                                                |

|  | A. leucocephala |
|  |                 |
|  | A. vittata      |
|  |                 |

|  | A. ventralis                                                   |
|  |                                                                |
|  | \| \| A. leucocephala \| \| \| \| \| \| A. vittata \| \| \| \| |
|  |                                                                |
|  | A. leucocephala                                                |
|  |                                                                |
|  | A. vittata                                                     |
|  |                                                                |

|  | A. leucocephala |
|  |                 |
|  | A. vittata      |
|  |                 |

|  | A. ventralis                                                   |
|  |                                                                |
|  | \| \| A. leucocephala \| \| \| \| \| \| A. vittata \| \| \| \| |
|  |                                                                |
|  | A. leucocephala                                                |
|  |                                                                |
|  | A. vittata                                                     |
|  |                                                                |

|  | A. leucocephala |
|  |                 |
|  | A. vittata      |
|  |                 |

|  | A. ventralis                                                   |
|  |                                                                |
|  | \| \| A. leucocephala \| \| \| \| \| \| A. vittata \| \| \| \| |
|  |                                                                |
|  | A. leucocephala                                                |
|  |                                                                |
|  | A. vittata                                                     |
|  |                                                                |

|  | A. leucocephala |
|  |                 |
|  | A. vittata      |
|  |                 |

|  | A. ventralis                                                   |
|  |                                                                |
|  | \| \| A. leucocephala \| \| \| \| \| \| A. vittata \| \| \| \| |
|  |                                                                |
|  | A. leucocephala                                                |
|  |                                                                |
|  | A. vittata                                                     |
|  |                                                                |

|  | A. leucocephala |
|  |                 |
|  | A. vittata      |
|  |                 |

|  | A. ventralis                                                   |
|  |                                                                |
|  | \| \| A. leucocephala \| \| \| \| \| \| A. vittata \| \| \| \| |
|  |                                                                |
|  | A. leucocephala                                                |
|  |                                                                |
|  | A. vittata                                                     |
|  |                                                                |

|  | A. leucocephala |
|  |                 |
|  | A. vittata      |
|  |                 |

|  | A. ventralis                                                   |
|  |                                                                |
|  | \| \| A. leucocephala \| \| \| \| \| \| A. vittata \| \| \| \| |
|  |                                                                |
|  | A. leucocephala                                                |
|  |                                                                |
|  | A. vittata                                                     |
|  |                                                                |

|  | A. leucocephala |
|  |                 |
|  | A. vittata      |
|  |                 |

Brak jest dowodów na to, że wyspy basenu Morza Karaibskiego były niegdyś połączone z lądem, dlatego przypuszcza się, że różne gatunki zasiedlające dziś te wyspy pochodzą od innych, które przybyły na Karaiby. Małe ptaki mogłyby mieć problemy z przebyciem dużych zbiorników wodnych, jednakże papugi wyróżnia silny lot i cechy zachowania ułatwiające im zasiedlanie nowych terenów przez przelot nad wodą. Większość karaibskich gatunków ptaków wywodzi się z Ameryk: Północnej oraz Południowej. Gatunki z rodzaju Amazona zamieszkujące Karaiby dzielą się na dwie grupy: pięć gatunków ze średniej wielkości przedstawicielami na Wielkich Antylach oraz 7 gatunków z dużymi przedstawicielami na Małych Antylach. Wszystkie amazonki z Wielkich Antyli mają cechy wskazujące na wzajemne pokrewieństwo, w tym zielony bazowy kolor upierzenia i białe obrączki wokół oczu. Russello i Amato twierdzą, że amazonki z Wielkich Antyli wywodzą się od amazonki białoczelnej (A. albifrons), zaś A. vittata, A. leucocephala i A. ventralis tworzą zwartą i blisko spokrewnioną grupę gatunków, miejscami występują formy pośrednie (ang. intergradation).
Zdaniem brytyjskiego ornitologa Lacka amazonka niebieskoskrzydła wywodzi się od amazonki czarnouchej (A. ventralis) z wyspy Haiti, jednakże nie uwzględnił on w swojej analizie m.in. podobieństw między amazonką małą (A. agilis) z Jamajki a amazonką niebieskoskrzydłą. Późniejsze badania wykazały, że rozmiary i wzorce ubarwienia nie wystarczają do określenia związków ewolucyjnych oraz że ubarwienie względnie łatwo się zmienia nawet w obrębie tego samego gatunku. Badania te doprowadziły do wniosku, że amazonka niebieskoskrzydła (A. vittata) może mieć wspólnego przodka z jamajską amazonką małą (A. agilis). Ostatnie badania filogenetyczne pokazują, że amazonka niebieskoskrzydła jest bliżej spokrewniona z amazonką czarnouchą (A. ventralis) i amazonką kubańską (A. leucocephala) niż z amazonką małą (A. agilis).

## Morfologia

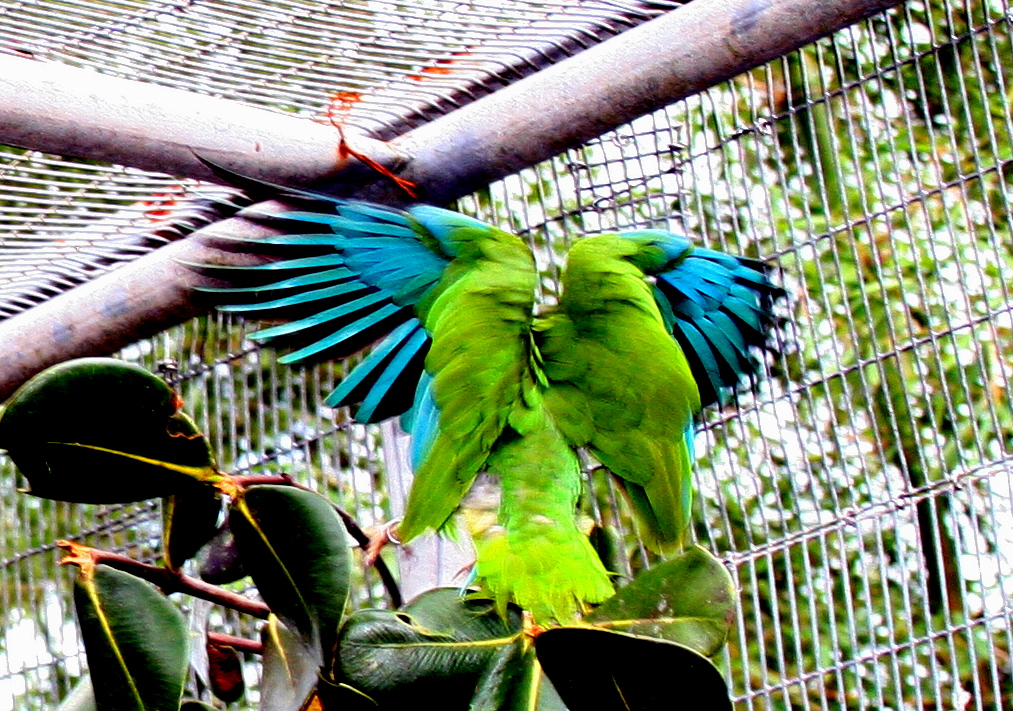
Amazonka niebieskoskrzydła w locie

Amazonka niebieskoskrzydła mierzy 28–30 cm długości, masa ciała wynosi 250–300 g. W porównaniu do wszystkich papug z rodzaju Amazona przedstawiciele tego gatunku osiągają niewielkie rozmiary, lecz jak na amazonki z Wielkich Antyli są to rozmiary przeciętne. Nie występuje dymorfizm płciowy. U samców i samic upierzenie w większości zielone, pióra mają niebieskie krawędzie. Lotki I rzędu i główne pokrywy mają barwę ciemnoniebieską. Upierzenie spodu ciała różnorodne: pióra okrywające spód skrzydeł cechują się barwą jaskrawoniebieską; od spodu sterówki zdają się żółtozielone. Spód ciała pokrywają jasne, żółtawe pióra, czoło – pióra czerwone. Można dostrzec białe pole wokół oka. Tęczówka brązowa, dziób o barwie rogu, nogi żółtobrązowe. Płeć ptaka można ustalić jedynie przez testy DNA lub na podstawie zachowania w okresie lęgowym. Osobniki młodociane przypominają dorosłe. Według Roberta Ridgwaya osobniki podgatunku A. v. graciliceps miały wyróżniać się mniejszymi rozmiarami oraz mniejszą i smuklejszą stopą.

### Wymiary szczegółowe
Wymiary szczegółowe holotypu A. v. graciliceps (dorosły samiec): długość skrzydła 175 mm, długość ogona 95 mm, długość dzioba 26,5 mm, długość skoku 21 mm, a wewnętrznego przedniego palca (II, patrz: zygodaktylia) – 25 mm.
Wymiary szczegółowe dla ptaków podgatunku nominatywnego, w mm:
|     | Długość ciała | D. skrzydła | D. ogona   | D. dzioba | D. skoku | D. wewnętrznego przedniego palca |
| --- | ------------- | ----------- | ---------- | --------- | -------- | -------------------------------- |
| 5 ♂ | 260–300       | 184–196     | 96,5–108,5 | 27–28,5   | 21–22    | 27,5–29                          |
| 5 ♀ | 270–283       | 173–184,5   | 93–103,5   | 27–28     | 19–21    | 25–29                            |

## Zasięg występowania i populacja
Dokładny zasięg występowania amazonki niebieskoskrzydłej z czasów przed przybyciem hiszpańskich kolonialistów jest niepewny ze względu na brak danych pochodzących z tamtego okresu i wytępienie rdzennej ludności, Tainów; prawdopodobnie gatunek był szeroko rozprzestrzeniony i liczny. Możliwe, że amazonki niebieskoskrzydłe zamieszkiwały również okoliczne wyspy, jak Antigua i Barbuda oraz Wyspy Dziewicze. Szacunki dotyczące liczby osobników, jaka niegdyś zamieszkiwała wyspy, są różne – od miliona po skromniejsze 100 tysięcy. Przez pierwsze 150 lat rządów Hiszpanów liczba ludzi na wyspach była niewielka; w 1650 wynosiła około 880 ludzi, a amazonki niebieskoskrzydłe były liczne. Po 1650 nastąpił gwałtowny wzrost liczby mieszkańców, co zaczęło wpływać na populację amazonek jeszcze przed nadejściem XVIII wieku. Heinrich Moritz Gaede, niemiecki naturalista, odnotował, że do 1836 liczebność populacji tych papug znacząco spadła. Mimo to w 1864 brytyjski ornitolog Edward Cavendish Taylor odnotował, że amazonki były pospolite w okolicach stolicy Portoryko, San Juan.
Początkowo aktywność ludzi na wyspie nie stanowiła zagrożenia dla amazonek. Tainowie polowali na te ptaki, lecz bez wpływu na populację. Przez dwa ostatnie stulecia (tj. wiek XIX i XX) wiele czynników składało się na drastyczne załamanie się liczebności amazonek: rozwój rolnictwa, budowa dróg, rozwój hydroelektrowni i robienie z piskląt zwierząt domowych. Zwłaszcza w 2. połowie XIX wieku większość portorykańskich pierwotnych lasów – niegdysiejszego środowiska życia amazonek – została wycięta dla rozwoju rolnictwa, zwłaszcza pod uprawy trzciny cukrowej, bawełny, kukurydzy i ryżu. Amazonki zaczęły polegać na uprawach jako głównym źródle pokarmu i zaczęły być postrzegane jako szkodniki; ptaki były więc zatruwane i odstrzeliwane, jeśli było to możliwe. Środowisko życia tych amazonek znikało wraz z rozwojem rolnictwa, a razem z nim malała liczebność populacji tych ptaków.

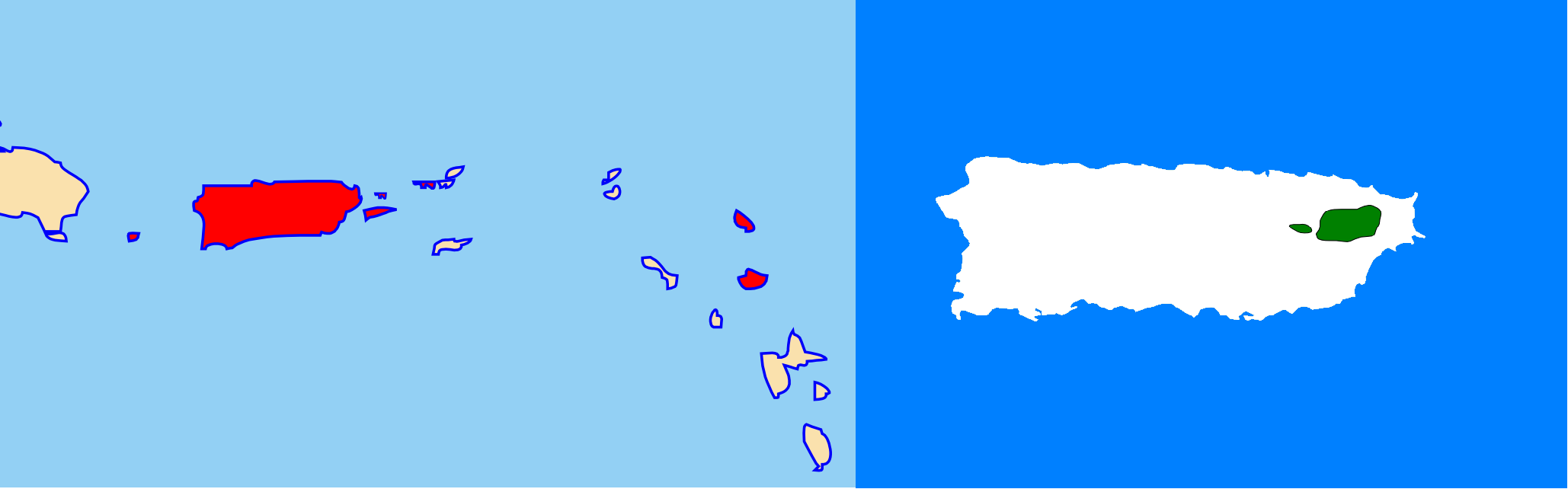
Zasięg historyczny (po lewej) i współczesny z początku XXI w. (po prawej)

W czasach historycznych amazonki niebieskoskrzydłe występowały w dojrzałych lub starych lasach na wszystkich wysokościach Portoryko, do tego na niższych wysokościach zamieszkiwały różne zagłębienia, klify. Do 1910 amazonki niebieskoskrzydłe można było spotkać na średnich wysokościach w Guajataca State Forest, a do 1920 – w Río Abajo State Forest oraz na stosunkowo dużych wysokościach w Carite State Forest (do lat 30. XX wieku). W 2006 i w 2008 w Río Abajo State Forest wypuszczono pewną liczbę osobników na wolność (patrz: Status i zagrożenia). Na obszarze tym średnia roczna temperatura wynosi 21,5 °C, średnia roczna suma opadów – 2000 mm, a wysokość – od 200 do 400 m n.p.m. Opisy z pierwszej dekady XX wieku wspominały o papugach przemieszczających się z lasów Luquillo i Sierra de Cayey ku wybrzeżu celem znalezienia pokarmu. W podobnym czasie amazonki niebieskoskrzydłe zostały wytępione na mniejszych wyspach Portoryko – Culebra, Vieques i Mona – i zostały ograniczone do 5 lokalizacji: okolic z wapieniami ukształtowanymi przez kras, dwóch w wysokogórskich lasach deszczowych i jednego lasu namorzynowego u podnóża El Yunque National Forest. Jeden z tych obszarów dotkniętych zjawiskami krasowymi, leżący na północnym wschodzie Portoryko, jest „ostoją” amazonek niebieskoskrzydłych. Valle de las Cotorras („Dolina Papug”), leżąca między San Sebastián i Morovis była niegdyś domem dla dość dużej populacji. Niektóre amazonki przetrwały na niewielkich połaciach zdegradowanego lasu, jednak nie jest to środowisko zdolne utrzymać większe kolonie. Naturalne środowisko tych papug ostało się jedynie w Cordillera Central i w lasach niedotkniętych działalnością człowieka i do 1940 amazonki niebieskoskrzydłe ograniczyły swój zasięg do pasma Luquillo w El Yunque National Forest. Obecnie gatunek występuje na wysokościach od 396 do 823 m n.p.m. Jako że te papugi wymagają do gniazdowania dojrzałych lasów z dziuplami, nie pojawiają się w lasach z karłowatymi drzewami i lasach wtórnych.
Do lat 50. XX wieku ostało się na wolności jedynie 200 amazonek niebieskoskrzydłych, a w 1975 liczebność populacji sięgnęła 13 osobników. W sierpniu 1989 według szacunków żyło przynajmniej 47 osobników. 18 września 1989 huragan Hugo uderzył w północno-wschodnie wybrzeże Portoryko, powodując duże straty w populacji. Po przejściu huraganu zostały szacunkowo 23 osobniki. W 2004 dzika populacja wynosiła 30–35 osobników. Obecny zasięg gatunku pokrywa 16 km², 0,2% niegdysiejszego.

## Tryb życia i zachowanie
Amazonki niebieskoskrzydłe są ptakami dziennymi, zwykle rozpoczynają aktywność pół godziny po wschodzie słońca. W gnieździe są to ptaki skryte, polegające na maskującym zielonym upierzeniu. Poza gniazdem amazonki te mogą jednak zachowywać się głośno i chętnie się odzywać. Po wzniesieniu się do lotu, amazonki niebieskoskrzydłe stają się kontrastowe w stosunku do tła lasu. Amazonka niebieskoskrzydła lata podobnie do innych przedstawicieli rodzaju – w przeciwieństwie do innych amazonek uderza skrzydłami poniżej osi ciała, podczas gdy pozostałe ptaki w większości trzymają skrzydła nad osią ciała podczas lotu. Amazonki mogą latać dość szybko, osiągają prędkość do 30 km/h, podczas ucieczek przed drapieżnikiem wykazują się zwinnością. Poszukując jedzenia, amazonki te przebywają parami. Pary i ich opierzone już młode trzymają się razem. Amazonka niebieskoczelna wydaje dwa głosy związane z lotem, wydawany podczas startowania do lotu głos składający się z długich skrzeków, w locie natomiast odzywa się głośnym, trąbiącym dźwiękiem o kilku znaczeniach, zależnie od okoliczności, w jakich użył go ptak.

### Pożywienie
Jak niemal wszystkie amazonki, przedstawiciele A. vittata są roślinożerni. Ich dieta składa się z kwiatów, owoców, liści, kory i nektaru; pożywienia szukają w piętrze koron. Odnotowano w diecie ponad 60 różnych pokarmów, jednak w czasach historycznych dieta była jeszcze bardziej urozmaicona ze względu na większy zasięg. Zjada między innymi: 
- owocnie nasion palm Prestoea montana, Dacryodes excelsa i Matayba domingensis
- owoce Marcgravia sintenisii, Miconia sintenisii, Clusia gundlachii i Rheedia portoricensis
- kwiaty M. sintenisii, Alchornea latifolia i Piptocarpha tetrantha
- liście i gałązki Clusia grisebachiana, Magnolia splendens, Micropholis garciniaefolia i Piptocarpha tetrantha
- korę M. sintenisii, C. clusioides i Psychotria berteriana

oraz pączki Inga vera. Zwykle wybiera owoce leżące tuż naprzeciw oka, w większości przypadków zbierając naraz jeden owoc. Podczas żerowania do chwytania pokarmu używa łap. Zdobyty pokarm zjada powoli, na zjedzenie jednego fragmentu pokarmu przypada 8–60 s.

### Rozród

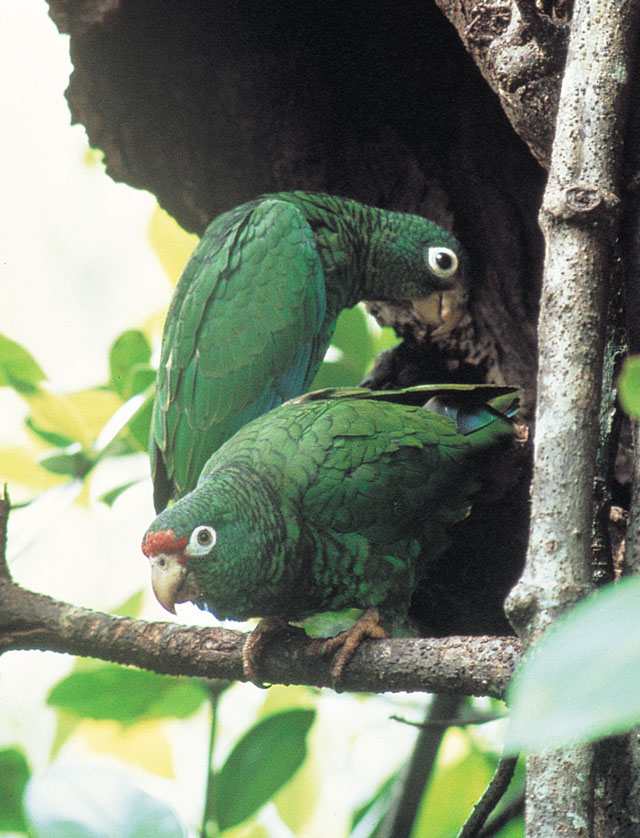
Amazonki niebieskoskrzydłe zwykle łączą się w pary na całe życie

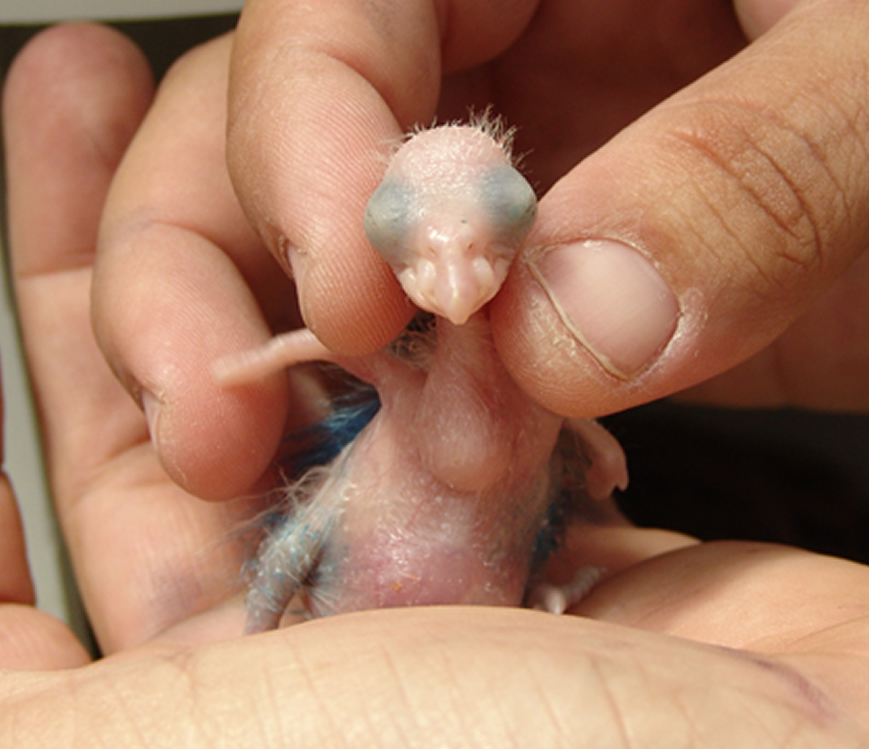
Świeżo wyklute pisklę

Amazonki niebieskoskrzydłe łączą się w pary na całe życie; zmieniają partnerów tylko w razie śmierci drugiego ptaka lub opuszczenia przez niego gniazda. Samiec może opuścić samicę, gdy ta zostanie fizycznie poszkodowana i dołączyć do zdrowej samicy. Nie jest znany przebieg procesu łączenia się w pary; wiadomo jednak, że nowo utworzone pary uczestniczą w swego rodzaju „tańcu”, polegającym na synchronicznych ukłonach, częściowym rozkładaniem skrzydeł i całkowitym rozkładaniem ogona.
Amazonki niebieskoskrzydłe wykorzystują istniejące już dziuple, zarówno te naturalnie utworzone w drzewie, jak i wykute przez inne gatunki. Preferują Cyrilla racemiflora, ale używają również innych drzew, jak Magnolia splendens i Dacryodes excelsa. W tych drzewach naturalnie tworzą się dziuple po dojrzeniu rośliny. Podczas wdrażania planu ratowania gatunku papugi te zakładały gniazda również w budkach lęgowych. Gniazdują na wysokości 7–15 m nad powierzchnią gruntu. Samiec zwykle przewodzi poszukiwaniom lokalizacji przyszłego gniazda, jednak to prawdopodobnie samica dokonuje ostatecznego wyboru. Po wybraniu miejsca na gniazdo para amazonek sprawdza je i czyści; w gnieździe nie jest umieszczana żadna wyściółka.
Amazonki niebieskoskrzydłe na wolności osiągają dojrzałość płciową po 4 latach życia, zaś w niewoli po 3. Zwykle wyprowadzają jeden lęg w okresie od stycznia do czerwca (pora sucha). Kopulacje u tych papug zdają się być powiązane z przekazywaniem jedzenia, co prawdopodobnie jest zachętą do spółkowania. Kopulacje zaczynają się i przebiegają podobnie jak u innych amerykańskich papug, samiec jedną łapą mocno ściska gałąź, natomiast druga spoczywa luźno na grzbiecie samicy. Gdy zbliża się okres składania jaj ptaki spędzają w gnieździe więcej czasu, samica jest karmiona przez samca poprzez zwracanie pokarmu. Samica składa 2–4 jaja, które wysiaduje sama przez 24 do 28 dni, zaś samiec dostarcza jej w tym czasie pożywienie. Samica opuszcza gniazdo podczas wysiadywania tylko w wyjątkowych sytuacjach, jak celem odstraszenia drapieżnika czy gdy samiec nie pojawi się na czas z pożywieniem. Młode są karmione przez rodziców do opuszczenia gniazda, przeważnie przez 60–65 dni od wyklucia. Mimo tego pozostają zależne od rodziców aż do następnego sezonu lęgowego.
Jak inne amazonki, niebieskoskrzydłe są towarzyskie podczas codziennych czynności, ale przy gnieździe stają się terytorialne. Zwykle wielkość terytorium obejmuje obszar do 50 m wokół gniazda. Amazonki wokół gniazd są szczególnie uważne, przeważnie opuszczają je powoli, by nie przykuwać uwagi drapieżników. Choć obrona terytoriów obejmuje głównie głośne odgłosy, są doniesienia o fizycznych starciach. Pary amazonek niebieskoskrzydłych bronią terytoriów przed innymi parami, niekiedy nawet kosztem składania jaj. Jeśli dana para zamieszkuje obszar wolny od innych papug, milczy, chyba że pojawią się inne papugi. Niektóre pary wykazują terytorializm nawet, gdy nie chcą już gniazdować, zwłaszcza w drugiej połowie sezonu lęgowego. Możliwe, że zachowują się w ten sposób ptaki młode, które nie osiągnęły pełnej dojrzałości i ćwiczą w ten sposób swoje zachowania terytorialne.

## Status i zagrożenia
11 marca 1967 amazonka niebieskoskrzydła została wpisana na listę United States Fish and Wildlife Service list of endangered species. Wówczas populację szacowano na 70 osobników. W 1968 w wyniku prób ratowania gatunku populacja zaczęła wzrastać. W 1972, kiedy populację szacowano na 16 osobników, pracownicy United States Fish and Wildlife Service (USFWS) w ptaszarni Luquillo podjęli próby rozrodu w niewoli z pozytywnymi wynikami. W czerwcu 2006 USFWS poinformowało o wykluciu 39 piskląt (przeciętnie 16 na rok). W 2006 wypuszczono 22 amazonki niebieskoskrzydłe na wolność w Río Abajo State Forest, by utworzyć drugą dziką populację, a kolejne 19 ptaków wypuszczono w tym samym miejscu 27 grudnia 2008.
Międzynarodowa Unia Ochrony Przyrody (IUCN) uznaje amazonkę niebieskoskrzydłą za gatunek krytycznie zagrożony od 1994. A. vittata jest wpisana do Załącznika I CITES, co skutkuje brakiem legalności handlu tymi ptakami lub ich fragmentami.

### Zagrożenia

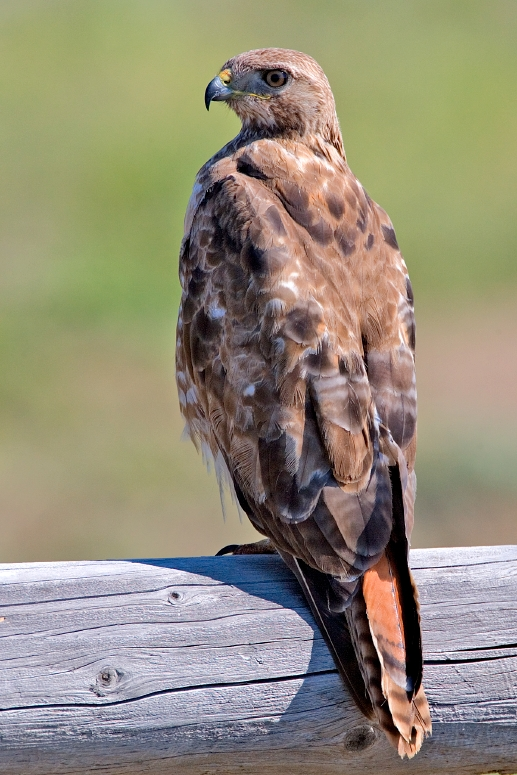
Myszołów rdzawosterny (B. j. jamaicensis), w Portoryko znany jako Guaraguao, jest naturalnym wrogiem amazonki niebieskoskrzydłej

Główną przyczyną zaniku populacji amazonki jest prawdopodobnie działalność człowieka. Pierwsi osadnicy w Portoryko, jak Tainowie, polowali na nią w celach konsumpcyjnych, jednak umieli utrzymać zdrową równowagę ekologiczną. Później jednak destrukcja siedlisk, odławianie młodych do hodowli jako zwierzęta domowe i polowania przyczyniły się do nagłego zmniejszenia populacji. Wycinanie starodrzewu pod uprawy rolne jest główną przyczyną zmniejszenia populacji.
Do naturalnych wrogów amazonki niebieskoskrzydłej należą myszołów rdzawosterny (Buteo jamaicensis), myszołów szerokoskrzydły (Buteo platypterus), sokół wędrowny (Falco peregrinus) oraz łuskopiór żółtodzioby (Margarops fuscatus). Łuskopiór jest gatunkiem inwazyjnym, pojawił się w Portoryko w połowie XX wieku i od 1973 stwarza zagrożenie dla populacji papug; w ramach przeciwdziałań, w kolejnych latach przygotowywano dla papug specjalnie zaprojektowane głębokie gniazda, chroniące przed konkurencją ze strony najeźdźcy. Introdukowane pszczoły miodne (Apis mellifera), spokrewniona amazonka czarnoucha (Amazona ventralis), szczur śniady (Rattus rattus) i mangusta złocista (Herpestes auropunctatus) mogą konkurować z amazonką o miejsce w dziupli, a ostatnie dwa gatunki mogą także pożerać jaja i pisklęta.
Klęski żywiołowe, jak huragany, nie były niebezpieczne dla licznej i stabilnej populacji amazonki niebieskoskrzydłej, jednak teraz, w wyniku znacznego zmniejszenia i rozproszenia populacji, takie zjawiska również są zagrożeniem. Gdy we wrześniu 1989 huragan Hugo przeszedł przez obszar zasiedlany przez amazonkę niebieskoskrzydłą, zmniejszył liczebność gatunku z 47 do 23 osobników.

### Plan ratowania gatunku

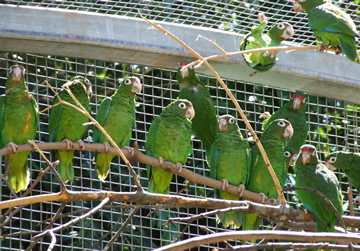
Kilka osobników w niewoli w Iguaca Aviary w El Yunque National Forest (2011). Ten obiekt, umieszczony w okolicy Luquillo, Portoryko, był pierwszym obiektem, w którym odbywała się reprodukcja tych ptaków w niewoli; obecnie jest to 1 z 3 takich obiektów (2016)

W związku z nieliczną populacją i zagrożeniem wymarciem tego ptaka, w 1968 opracowano i wprowadzono plan ratowania gatunku. Jego celem było zniesienie statusu gatunku zagrożonego do 2020. Wśród innych celów znalazło się utworzenie dwóch stabilnych dzikich populacji (każda z minimum 500 osobnikami, utrzymująca się przynajmniej 5 lat), zabezpieczanie środowiska oraz kontrole drapieżników, pasożytów i konkurujących gatunków. Trzecie miejsce na dziką populację wyznaczono w 2011 w Caribbean Islands National Wildlife Refuge Complex. W 1973 utworzono populację w ptaszarni w Luquillo. Kolejną utworzono w 1993, gdy niektóre osobniki z ptaszarni w Luquillo przetransportowano do Río Abajo State Forest pod nadzorem Puerto Rican Department of Natural Resources (Departamento de Recursos Naturales y Ambientales). W 2007 poszerzono ptaszarnię w Iguaca w El Yunque National Forest, nowy obiekt zadedykowano Priscilli Stubbe, która włożyła najwięcej środków w fundowanie nowej ptaszarni.
Amazonkom zagraża również działalność ze strony człowieka. W 2012 doniesiono o niezgłoszonym locie awionetki z okolicznych wysp, który zakłócał życie ptaków. Via Verde, sieć gazociągów, której utworzenie zaproponowała administracja Luis Fortuño wywołała niepokój wśród osób pragnących chronić przyrodę, ponieważ wymagałaby dalszej wycinki lasów. W 2011 grupa badaczy z Universidad de Puerto Rico w Mayagüez zsekwencjonowała genom amazonki niebieskoskrzydłej. 15 sierpnia 2013 ogłoszono odkrycie niepilnowanych gniazd w Río Abajo State Forest. Prawdopodobnie był to efekt ekspansji reintrodukowanych amazonek, które rozprzestrzeniały się po okolicy. Jest to pozytywny efekt, gdyż El Yunque ze względu na swoją wilgotność nie jest dobrym środowiskiem dla tych ptaków. Pojawiło się również doniesienie o nowej populacji amazonek, dotąd nieznanej i nienadzorowanej, liczącej około 50 osobników (prócz tego szacunkowo było wówczas od 64 do 112 osobników).
W 2013 zaczęto rozważać utworzenie nowej ptaszarni i populacji, możliwymi lokalizacjami były Maricao i Isabela. W listopadzie 2013 formalnie ogłoszono plany utworzenia trzeciej populacji w Maricao State Forest. Następnego miesiąca wypuszczono 10 amazonek w Río Abajo. W 2013 padł nowy rekord w reprodukcji amazonek niebieskoskrzydłych, bowiem tamtego roku wykluło się i opierzyło 51 piskląt (wcześniej w 2011 wykuły się i opierzyły 34). W dzikiej populacji przybyło natomiast 15 piskląt, więcej niż w roku uprzednim (wówczas wykluło się 12). W tamtym czasie (2013) całkowita populacja osiągnęła liczebność bliską 500 osobnikom. Wiosną 2015 ze względu na pojawienie się zjawiska El Niño zaczęła się susza, która trwała aż do lata, dzięki czemu amazonki w El Yunque zyskały więcej czasu na rozród (dłuższa pora sucha). Z drugiej strony, ze względu na taką zmianę pogody przybyło również i mangust, które stanowią zagrożenie dla amazonek. 13 sierpnia 2015 grupa 25 osobników została przewieziona do Maricao. Każdy z nich był transportowany osobno ze względów bezpieczeństwa; ptaki miały przejść proces aklimatyzacji, by móc w przyszłości żyć na wolności.